# 舘岡奈智子
Nachiko
ナチコ（本名：舘岡奈智子（たておか なちこ）、1958年9月17日 - ）は、日本のシンガーソングライター、カウンセラー、思想家。東京都港区麻布出身。

## 作風
ナチコの作品はの多くは、芥川龍之介の作品を取り上げたものが目立つ。例えば、2ndアルバム『お花畑は水びたし』に収録されている「紫の糸」は「蜘蛛の糸」、3rdアルバム『髪舞』に収録されている「髪舞」は「羅生門」にナチコなりの解釈と脚色を加えたものと思われる。3rdアルバム『髪舞』に収録されている「唵」は、ヘルマン・ヘッセの「シッダルタ」を取り上げていて、登場人物のセリフが、そのまま　詞に出てくる。あとは、学校教育への批判、社会への風刺をシュールに描かれたものが多い。当たり前にレールに乗って生きていける人達に対する、疑問も込められている。「愛」についは、常に親は無条件に子供を愛してくれないという視点から、作品は書きあがっており、無償の「愛」について、は大きなテーマとなっている。ナチコの音楽は、商売ではなく、魂とこの世とのやりとりであり、今まで閉じ込められてきた文学の世界の音でのビジュアル化である。

## 略歴

### 幼少期～高校時代
3歳よりピアノを始める。10歳から本格的に声楽を学ぶ。孤独な生育歴ゆえに文学の世界に興味を持っていった。6歳から、誰の影響もなく、クラシック・ピアノの延長から、口ずさめる歌まで作曲を始める（音楽を親に隠れて聴くようになるのは、後のことである）。親からの精神的虐待が酷く、小学校は3回転校させられ、友達も絶対に作らせてもらえなかった。学生生活を通して、一度も修学旅行にも行かせてもらえず、友達付き合いもさせてもらえなかった。生きづらさを感じていたが、生きるためには親に従うしかなく、一人っ子で助けてくれる身内もいなかったので、隠れて興味のあることに没頭していった。
小学生の頃は、普通の図書室の本を読むだけで満足していた。中学になると、ルパンシリーズを全部読み始めるが、何故か推理小説を読んだことで親に激しく叱られた。それをきっかけに、フランス文学に目覚め、外国の文学に興味を持ち、世界観の基盤になるデュマやゲーテ、そして作品の元になるヘッセを訳者を換えて次々と読み出す。並行して、芥川龍之介の世界を音でビジュアルアル化することを考え始める。音楽的には、テレビもラジオもマンガも禁止されていたので、布団の中で、深夜聴いたザ・フーに強い衝撃を受けて、ビートルズの完成されたポップさより、創作意欲をそそるザ・フーについての姿勢や思想を調べるうち、すっかり虜になる。そこから、洋楽一辺倒になり、ラジオで隠れて聴いたり、学校で友達に借りた音源を親に見つからないように聴くようになる。その頃　ナチコは1日に6～7時間はピアノを弾いて歌うという生活を続けており、実力が向上してきたために師事していたピアノの先生が音大のピアノ科受験を親に勧めた。しかし、親は元々見栄でピアノを習わせていたため、本意では無い音大受験という進路が見えてきたことに反対し、ナチコが高校の半ばで強引にピアノを辞めさせた。こうして、ピアノに鍵をかけられて、ピアノのない生活を余儀なくされた。その後、不本意に親に決められた大学を受験させられたが、白紙答案を出して帰ってきた。その間　ピアノのない生活を絶望の詩を書き続ける。

### デビューまで
街で、モデルのスカウトに合う頻度が高く、よく名刺をもらっていた。あまりに頻度が高いため、母親が「知り合いのところにモデルの籍だけでも置いておけば、気楽でしょ」といったことにより、活動が始まる。
最初に所属したモデル事務所が、ナチコに試しに銀座の事務所で弾き語りをやらせたあと、オリジナルの持ち歌が多かったために、渋谷のエピキュラスで弾き語りを決行。その後、一口坂スタジオで、佐久間正英によるアレンジで、デモテープを作ったのを吹き込み、２社のメジャーレコード会社からメジャーデビューのオファーが来た。
結果的にSONYが、CBS　SONYとEPIC　SONYに分かれて、EPIC　SONYになったばかりの女性アーティストの第一号として専属契約。所属事務所は　元スパイダースの井上尭之を社長とするウォーター・エンタープライズだった。デビューライヴは、今はなき、六本木のピットインでのワンマンだった。

## ディスコグラフィ

### シングル
- 『あなたの背中/知らない街で』（EPICソニー 07・5H-156）：テレビ朝日系ドラマ「あとは寝るだけ」挿入歌
- 『ネイチャーボーイ/ランナー』（EPICソニー 07・5H-50）：

　「ネイチャーボーイ」は富士通テン　ドライビングコンポＢＩＹＯイメージソング、「ランナー」はホノルルマラソン挿入歌

### アルバム
- 『薬屋の娘』 （1980年　EPICソニー 25・3H-17）

参加ミュージシャン：舘岡奈智子(Nachiko)（Vo，chorus）、中村哲（Arrabged,keyboard,sax）、森園勝敏（e.guitar）、RIKA(鈴木徹)（drums）、秋元良一（e.bass）、渡辺建（e.bass）
久米大作（keyboard）、マック清水（percussion）、中村裕美子（chorus）、Joe Strings Section（ストリングス･アレンジは兼崎順一）
- 『お花畑は水びたし』（1980年　EPICソニー 27・3H-26）

参加ミュージシャン：舘岡奈智子(Ｎachiko)（Vo，chorus）、中村哲（Arranged、sax、keyboard）、森園勝敏（e.guitar）、鈴木徹（drums）、相良宗男（percussion）、秋元良一（e.bass）、渡辺建（e.bass）
マック清水（percussion）、佐山雅弘（piano）、大野雄二（“ネイチャーボーイ”piano）
- 『髪舞』（1981年　EPICソニー 28・3H-59）

参加ミュージシャン：舘岡奈智子(Ｎachiko)（Vo,chorus）、青山純（drums）、渡辺建（e.bass）、和田アキラ（e.guitar）、中村哲（keyboard,sax）、大村憲司（e.guitar）、古田たかし（drums）、中村裕美子（chorus）
- 『Warming up』（2013年　WAI WAI MUSIC/avex XNYY10012）

参加ミュージシャン：舘岡奈智子（Vo，chorus）、そうる透（drums）、渡辺建（e.bass）、和佐田達彦（e.bass）、田川ヒロアキ（guitar）、竹内亨規（guitar）、河野敬三（keyboard）、河本慎一（keyboard）、武藤祐生（violin）、響道宴（和太鼓）
- 『La Lumiére』（2014年　NICHION inc. 配信）

参加ミュージシャン：舘岡奈智子（Vo，chorus）、そうる透（drums）、伊藤エイミーまどか（piano）、江口優子（chorus）、和佐田達彦（e.bass）、田川ヒロアキ（guitar）
竹内亨規（guitar）、河野敬三（keyboard）、武藤祐生（violin）、響道宴（和太鼓）
・『きゅう』（2020年　NICHION inc. 配信）
参加ミュージシャン:Nachiko（All songs songwriting, vocals）、中村哲（Arrangement, saxophone,keyboard）、河合徹三（base）、石黒彰（keyboard）、山田智之（percussion ）、末松一人（guitar）

### オムニバス
- 『Beatfile Index I』（収録曲：ネイチャーボーイ）

### その他
- 『ラブ・ポーション』

「胸いっぱいのフォトグラフ」/「さよならMY LOVE」（1983年11月　EP:07･5H-180） 
ラブ・ポーション・アルバム　ZEPHYR ～西風の乙女～（1984年7月21日　LP：28･3H-138）
・・・「さよなら　MY　LOVE」の作詞
- 『土屋昌巳』

アルバム「RICE MUSIC」（1982年6月21日　 EPIC/SONY 28・3H-64）収録 
その他、CMソングや、カバーアルバムなどの訳詞を手がける。

## 人物・エピソード
- 一切の外部の情報を断絶されて育ったため、歌を知らず、小学校2年生の時忘れ物をした罰で、みんなの前で歌わされた時、即興で歌を作って歌った。
- 神秘的というイメージが強すぎて、レコード会社の女性社員が、ナチコが焼きそばを食べている姿を見て物凄く驚いた。
- 初期のアルバム3作に関しては、当時の所属事務所との後半のトラブルにより、マスターの所在が分からず、長らく復刻されなかったが、2014年に諸問題が片づき、復刻CD化された。
- 矢野顕子に似ていると記載された記事に対し、「内容と生き方が違いすぎる」と激怒していた。
- 次第に音楽活動から執筆活動へと興味が移り、本格的にシナリオを学ぶ。作家としてデビューする話もあったが、大きな邪魔が入り、ここで改めて人生の神秘にぶつかる。
- ナチコは、生育歴からくる虐待やカルト宗教被害による人の心の問題を深刻に受け止め、1982年に音楽活動に一旦、終止符を打った。そして、人の心の問題、カルト宗教の被害について本格的に立ち上がっている。
- ルーテル学院大学附属人間成長とカウンセリング研究所にて、6年間カウンセリングを学ぶ。その間、日本脱カルト協会常任理事であった平岡正幸に影響され、協会に入る。そして、脱カルトを専門としたカウンセラーとして活動を始める。
- そのかたわら、産業カウンセラー資格を取得し、心理相談員として、そして心理カウンセラーとして、メンタルヘルスに関わり、自殺の危機介入などに携わる。
- かつて、新井満、久世光彦、丸山茂雄に可愛がられていた。自身がお世話になったディレクターが召されてから、生きているうちに、会える人には会っておこうという積極的な考えになってきた。
- 現在は、音楽から始めた人権を守るという訴えを、執筆活動などを通して行っていくことを考えている。
- 2013年より、音楽活動を再開。以降、マイペースで音楽活動を続ける。